# Hotel São Cristóvão
O Hotel São Cristóvão, originalmente conhecido como Estalagem São Cristóvão, foi um edifício histórico na cidade de Lagos, na região do Algarve, em Portugal.

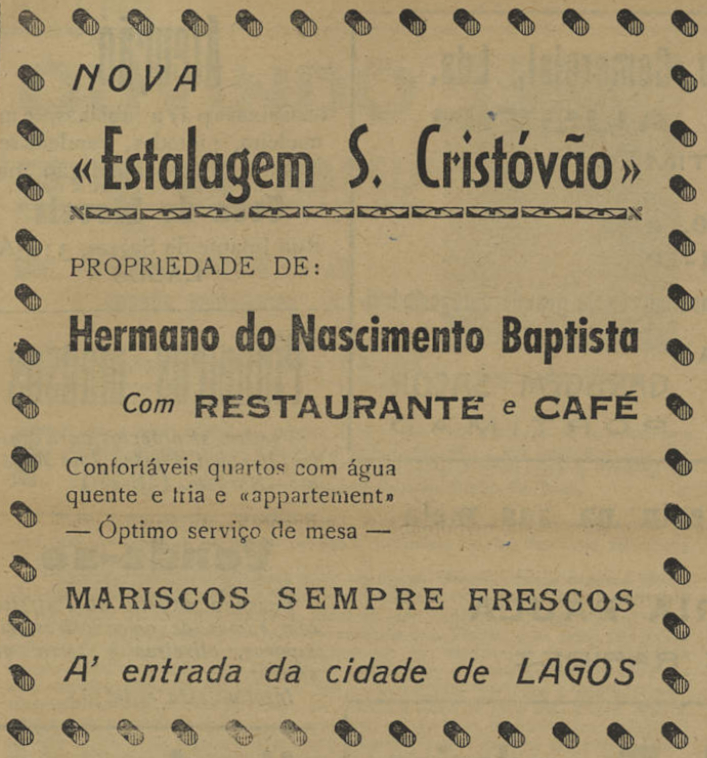
Publicidade à Estalagem de São Cristóvão, publicada no Jornal de Lagos, em 1955

## Descrição e história
Em 11 de Dezembro de 1954, o Ministro das Obras Públicas, Eduardo de Arantes e Oliveira, passou pela Estalagem, no âmbito de uma visita ministerial ao Algarve.
A estalagem foi inaugurada em Fevereiro de 1955, por iniciativa do empresário Hermano do Nascimento Baptista, tendo sido então considerada pelo jornal Correio do Sul como um «notável realização que muito já está contribuindo e contribuirá para o desenvolvímento turístico da belíssima região», acrescentando que «veio preencher uma lacuna que muito se fazia sentir na linda cidade algarvia». Uma opinião semelhante foi expressada pelo Jornal de Lagos, que considerou a construção da estalagem como uma das importantes iniciativas para o desenvolvimento da cidade. Foi edificada durante uma fase de expansão urbana de Lagos, com a instalação de vários edifícios na área de São João, principalmente unidades industriais.
Foi desenhado pelo arquitecto António Vicente de Castro na década de 1950, como a tese final do seu curso, sendo então conhecido como Estalagem de São Cristóvão e Posto Rodoviário de Lagos. Segundo o Correio do Sul, o edifício apresentava «linhas elegantes e modernas», obedecendo então a «todos requisitos de higiene e conforto, com água quente e fria e telefone em todos os quartos, magnífica casa de jantar e excelente bar, logo à entrada da cídade e com lindos aspectos sobre a mesma».  Inicialmente contava com apenas doze quartos, mas já nesse período estava a ser planeada a sua ampliação, de forma a duplicar o número de quartos.
Durante os seus primeiros anos, era destinado principalmente aos motoristas, mas na sequência do crescimento da procura turística em Lagos, conheceu uma grande expansão, passando de hospedaria a hotel. Segundo o jornal O Algarve de 15 de Dezembro de 1968, em breve iria ser inaugurado o edifício após a sua reconversão num hotel, contando então com «sessenta quartos com casa de banho privativa, uma sala de jantar para trezentos lugares, um bar, salas de convívio, terraços de onde, devido à excelente localização se disfrutam belos panoramas sobre a grande baía de Lagos». A inauguração após as obras teve lugar em 10 de Maio de 1969, numa cerimónia que contou com a presença do chefe de estado, Américo Tomás.
Ao longo da sua existência, chegou a afirmar-se como uma referência da cidade de Lagos, tendo contado com grandes figuras da política e cultura nacionais entre os seus clientes, como Amália Rodrigues e António Soares Carneiro, este último no âmbito de um comício para a candidatura à Presidência da República. Porém, posteriormente o edifício entrou num profundo processo de declínio, tendo sido encerrado por volta de 1997, ficando ao abandono. Tornou-se então local de abrigo a toxicodependentes e imigrantes, gerando um clima de insegurança naquela área. Sofreu pelo menos dois incêndios, agravados pela presença de mobiliário antigo no seu interior, e em 2003 foi encontrado o cadáver de um cidadão de nacionalidade ucraniana na antiga cave. Devido à sua localização, junto de uma das principais entradas da cidade, os sinais exteriores de degradação prejudicavam a imagem de Lagos, motivo pelo qual a Câmara Municipal procurou negociar com os proprietários, mas sem sucesso. Com efeito, enquanto que o município pretendia que o edifício retomasse as suas funções históricas de hotel, os promotores defenderam a sua demolição, no sentido de serem ali construídos imóveis residenciais. Eventualmente o antigo hotel foi demolido, em conjunto com o complexo da Adega Cooperativa de Lagos, que lhe ficava fronteiro, para a construção do condomínio Adega, composto por prédios de apartamentos, cuja instalação ficou a cargo da empresa Miralagos. Este processo inseriu-se num programa da autarquia para a eliminação dos problemas urbanísticos provocados grandes edifícios hoteleiros em condições devolutas, e que incluiu igualmente a demolição das chamadas Torres da Crotália, junto à Ponta da Piedade, e a remodelação do Hotel Golfinho, na Praia de Dona Ana.